# Peter Rommel (Mediziner)
Peter Rommel auch Petrus Rommelius (* 6. Mai 1643 in Kleinsüßen; † 21. Oktober 1708 in Ulm) war ein deutscher Mediziner und ab 1666 Stadtphysikus in Ulm.

## Leben
Sein Vater war Zoller und später in Ulm hospitalischer Zinser und Ueberreuter.
Rommel, der ursprünglich Theologie studieren wollte, begann sein Medizinstudium in Straßburg und ging 1662 nach Padua an die dortige Hohe Schule, wo er 1663 die Doktorwürde erhielt. Im Jahr 1665 unternahm er eine Reise nach Ferrara, Bologna und Rom, wo er die vatikanische Bibliothek und das Spital zum Hl. Geist besuchte. Weiter ging es über Florenz, Pisa, Lucca, Livorno, durchs Genuesische Gebiet und das  Appeninische Gebirge nach Parma, Mantua, Verona und Vicenza. Anschließend wurde er Prokurator und Bibliothekar der deutschen Nation, dem Zusammenschluss der Deutschen an der Hohen Schule von Padua. Einen Ruf auf das Physikat in Venedig lehnte er ab. Nach seiner Heimreise wurde er 1666 Stadtphysikus in Ulm.
Sein Sohn, Theodor Renatus Rommel (* 25. September 1669; † 12. Juni 1697) studierte ab 1689 in Jena bei Georg Wolfgang Wedel und wurde 1694 Stadtphysikus in Ulm.
Um 1680 stand Peter Rommel mit dem Kaufmann und Kunstsammler Christoph Weickmann (1617–1681) in Verbindung.
Rommel gehört mit Johannes Schmiedt (1623–1690) und Johann Augustin Philipp Gesner (1738–1801) zu den Pionieren bei der Erforschung von Sprachstörungen. Im Jahr 1683 beschrieb er wahrscheinlich erstmals eine Broca-Aphasie einer Ratsherrengattin nach einem Schlaganfall, bei der die Sprache auf die Worte ja und und sowie religiöse Formeln reduziert war, während das Sprachverständnis erhalten blieb.

## Veröffentlichungen
- De Foetibus leporinis extra uterum repertis, Ulm 1680
- Der grausame von Gott verhengte und im Finstern schleichende, doch zimlich entdeckte Meuchel-Mörder, Frankfurt 1680
- Beiträge in: Pharmacopoeia Medico-Chymica, Sive Thesaurus Pharmacologicus